# Kirishima (1913)
Kirishima (霧島) – krążownik liniowy Japońskiej Marynarki Wojennej, od 1940 klasyfikowany jako szybki pancernik, należący do typu Kongō. Służył podczas I i II wojny światowej, zatopiony został w II bitwie pod Guadalcanalem 15 listopada 1942 przez amerykańskie pancerniki. Nazwa pochodzi od pasma wulkanicznego w Parku Narodowym Kirishima-Yaku.

## Budowa
„Kirishima” zbudowany został jako trzeci okręt typu Kongō, z tego drugi zbudowany w Japonii (w stoczni Mitsubishi w Nagasaki). Stępkę okrętu położono 17 marca 1912, kadłub wodowano 1 grudnia 1913, a okręt wszedł do służby 19 kwietnia 1915.

## Modernizacje
Okręt podlegał po I wojnie światowej szeregowi gruntownych modernizacji, podobnie jak inne okręty typu, opisane bliżej w artykule o typie Kongō. Już w 1921 zwiększono donośność dział z 25 800 m do 29 000 m przez zwiększenie kąta ich podniesienia z 25° do 33°.
W latach 1927–1930 okręt poddano pierwszej dużej modernizacji (rekonstrukcji). Zwiększono wówczas grubość poziomego opancerzenia – pokładu pancernego, nad siłownią do 80 mm i nad komorami amunicyjnymi do 120 mm, a także dachów wież i barbet, dodając ok. 3600 ton pancerza. W celu zwiększenia odporności przeciw wybuchom podwodnym, dodano na burtach dodatkowe przedziały przeciwtorpedowe – „bąble”, zwiększające szerokość o ponad metr. Usunięto 4 podwodne wyrzutnie torpedowe. Rozbudowano znacznie wzwyż nadbudówkę dziobową, wokół trójnożnego masztu, która przyjęła charakterystyczną dla japońskich modernizowanych pancerników formę wysokiej wieży o nieregularnym kształcie (tzw. „pagody”). Stare kotły w liczbie 36 zamieniono na 10 nowszych, o większej wydajności, co pociągnęło za sobą zlikwidowanie jednej kotłowni i dziobowego komina, zmniejszając liczbę kominów do dwóch. Nastąpiło przejście na opalanie kotłów w większym stopniu paliwem płynnym. Wyporność standardowa okrętów wzrosła z 26 330 do 29 330 t, przy czym prędkość spadła w niewielkim stopniu, do 26 w. Okręt wyposażono w wodnosamolot E1Y, lecz początkowo bez katapulty, wodowany za pomocą dźwigu. 30 maja 1931 roku „Kirishimę” i pozostałe okręty typu przeklasyfikowano z krążowników liniowych na pancerniki (określane też jako szybkie pancerniki).
Na przełomie lat 1932–1933 wzmocniono uzbrojenie przeciwlotnicze, zamieniając działa 76 mm na cztery podwójne stanowiska dział uniwersalnych 127 mm i cztery działka automatyczne 40 mm, a pod koniec 1933 „Kirishimę” wyposażono w katapultę dla wodnosamolotów rozpoznawczych i 2–3 wodnosamoloty Nakajima E4N2.
W latach 1934–1936 okręt poddano drugiej zasadniczej rekonstrukcji, zamieniając starą siłownię na nowoczesną, o ponad dwukrotnie większej mocy – 136 000 KM przy podobnych rozmiarach i mniejszej masie. Kotły o opalaniu mieszanym zamieniono na 8 kotłów Kampon opalanych mazutem. W celu zwiększenia prędkości, oprócz większej mocy siłowni, zoptymalizowano kształt kadłuba, wydłużając rufę okrętu o 7,6 m. Działania te spowodowały przyrost prędkości do 30,5 w. Ponownie zwiększono kąt podniesienia dział do 43°, przez co zwiększono ich donośność z 29 000 m do 33 000 m. Zwiększono również z 15° do 30° kąt podniesienia dział artylerii średniej 152 mm umieszczonych w kazamatach i ich donośność, zmniejszając przy tym ich liczbę do 14. Przestarzałe działka plot 40 mm i wkmy 13,2 mm zamieniono na 10 podwójnie sprzężonych działek 25 mm Typ 96. Dalszej rozbudowie uległa dziobowa nadbudówka i ulepszono urządzenia kierowania ogniem. Pod koniec lat 30. wodnosamoloty zamieniono na 2 Nakajima E8N1 („Dave”) i 1 Kawanishi E7K1 („Alf”).
Pod koniec 1939 wzmocniono nieco pancerz, głównie wież i barbet artylerii, dodając 419 t pancerza. Wodnosamoloty zamieniono na początku lat 40. na Aichi E13A („Jake”) i Mitsubishi F1M („Pete”).

## Służba

### Przed II wojną światową
13 grudnia 1915 „Kirishima” została przydzielona do 3. dywizjonu okrętów liniowych Drugiej Floty, bazując w Sasebo. Po przystąpieniu Japonii do I wojny światowej po stronie ententy, okręt operował kilkakrotnie od 1916 na wodach Chin, bez akcji bojowych. W lipcu–sierpniu 1918 złożył wizytę w Kanadzie. W okresie międzywojennym wielokrotnie operował on u wybrzeży Chin i następowały częste zmiany dowódców. We wrześniu 1923 załoga niosła pomoc ofiarom wielkiego trzęsienia ziemi w Japonii. 1 września 1924 przydzielono okręt do 4. dywizjonu okrętów liniowych 2. Floty.
Od 1 grudnia 1926 okręt wycofano na czas remontu do rezerwy i od maja 1927 do 16 kwietnia 1930 prowadzono prace modernizacyjne okrętu w Kure.
1 grudnia 1930 przydzielono okręt do 1. dywizjonu okrętów liniowych 1. Floty. Od kwietnia 1932 operował przez pewien czas na wodach Chin w związku z tzw. incydentem szanghajskim. 1 grudnia 1932 okręt wycofano do rezerwy i do wiosny 1933 w Sasebo prowadzono prace nad modernizacją uzbrojenia przeciwlotniczego. Pomiędzy 18 listopada 1934 a 8 czerwca 1936 okręt poddano drugiej zasadniczej rekonstrukcji w Sasebo. Po powrocie do służby w 1936 okręt przydzielono razem z innymi tego typu do 3. dywizjonu pancerników 1. Floty.
W 1937 okręt operował na wodach Chin w związku z wojną japońsko-chińską – 22 sierpnia 1937 przewiózł na teren działań 3 bataliony 3. Dywizji Piechoty, a jego wodnosamoloty dokonały dwóch nalotów na Szanghaj i prowadziły rozpoznanie. Pancernik operował tam z przerwami do 1939 roku. Od listopada 1939 dokonano niewielkiej modernizacji polegającej na wzmocnieniu pancerza wież i barbet w Sasebo.

### II wojna światowa
Po przystąpieniu Japonii do II wojny światowej, „Kirishima” używana była początkowo we wszystkich głównych operacjach ofensywnych floty japońskiej jako osłona lotniskowców, razem z innymi pancernikami typu Kongō, przede wszystkim z „Hiei”, z którym tworzyła 1. sekcję 3. dywizjonu pancerników (dowodzonego od września 1941 przez wiceadmirała Gun’ichi Mikawę). Pancerniki nie brały jednak bezpośredniego udziału w walkach prowadzonych przez lotnictwo pokładowe.
Od końca listopada 1941 „Kirishima” wraz z „Hiei” eskortowała lotniskowce 1. Floty Powietrznej dokonujące otwierającego wojnę na Pacyfiku ataku na Pearl Harbor (7 grudnia). Po krótkim dokowaniu w Kure 27–30 grudnia w celu usunięcia uszkodzeń od fal, 14 stycznia 1942 „Kirishima” została przebazowana z „Hiei” do Truk, skąd wyruszała następnie w eskorcie lotniskowców wspierających zajęcie Rabaulu i Kaviengu. Od 1 do 4 lutego 1942 okręt uczestniczył w bezskutecznym poszukiwaniu amerykańskiego zespołu lotniskowców. 19 lutego osłaniał lotniskowce atakujące Port Darwin, a pod koniec lutego osłaniał lotniskowce na Morzu Jawajskim, atakujące cele na Jawie. 1 marca 1942 ostrzeliwał nieskutecznie wraz z „Hiei” amerykański niszczyciel USS „Edsall”, zatopiony ostatecznie przy pomocy lotnictwa (w starciu wystrzelił 87 pocisków 356 mm i 62 152 mm).
Od 26 marca do kwietnia 1942 „Kirishima” uczestniczyła z całym 3. dywizjonem pancerników w osłonie lotniskowców podczas rajdu na Ocean Indyjski. Podczas bitwy pod Midway w czerwcu 1942 „Kirishima” w składzie 2. sekcji 3. dywizjonu pancerników z „Haruną” weszła w skład Grupy Wsparcia kadm. Hiroaki Abe. 4 czerwca pomagała odpierać ataki lotnictwa amerykańskiego w pierwszej fazie bitwy, m.in. strzelając zaporowo z dział głównego kalibru do bombowców Martin B-26 Marauder. Pancernik był celem ataku amerykańskiego okrętu podwodnego USS Nautilus (SS-168), lecz wystrzelona torpeda była niecelna. Następnie pancernik asystował do wieczora płonącemu lotniskowcowi „Hiryu”, po czym przejmował z niszczycieli rozbitków z zatopionych lotniskowców.
14 lipca 1942 „Hiei” i „Kirishimę” przydzielono do 11. dywizjonu pancerników kontradmirała Hiroaki Abe w składzie Trzeciej Floty, działającej w rejonie Wysp Salomona. 24 sierpnia osłaniały one lotniskowce podczas bitwy koło wschodnich Salomonów. Nocami 14 i 15 października osłaniały pancerniki „Kongo” i „Haruna” prowadzące ostrzał artyleryjski Henderson Field na Guadlcanalu. 25–26 października „Hiei” i „Kirishima” osłaniały lotniskowce podczas bitwy koło wysp Santa Cruz. 25 października „Kirishima” była atakowana przez bombowce B-17, lecz nieskutecznie, ponadto jej wodnosamoloty F1M2 „Pete” uszkodziły rozpoznawczą łódź latającą PBY-5A Catalina. Podczas bitwy 26 października „Kirishima” była atakowana przez trzy bombowce nurkujące SBD, lecz niecelnie.
10 listopada 1942 „Kirishima” i „Hiei” wypłynęły z Shortland w misję bombardowania lotniska na Guadalcanalu związaną z operacją dostarczenia posiłków na wyspę, w wyniku czego doszło do pierwszej bitwy pod Guadalcanalem z amerykańskimi okrętami w nocy z 12 na 13 listopada 1942. W toku bitwy na małe odległości, „Kirishima” wystrzeliła 57 pocisków 356 mm i 313 średniego kalibru, powodując uszkodzenia ciężkiego krążownika USS „San Francisco”, lekkiego krążownika USS „Helena” oraz kilku niszczycieli (USS „Laffey”, „Monssen” i być może na „Aaron Ward”). Sama została uszkodzona jednym pociskiem 203 mm z USS „San Francisco” i utraciła w starciu 7 ludzi. Okręt próbował następnie holować uszkodzony pancernik „Hiei”, lecz nie przyniosło to powodzenia i „Hiei” został zatopiony przez załogę.

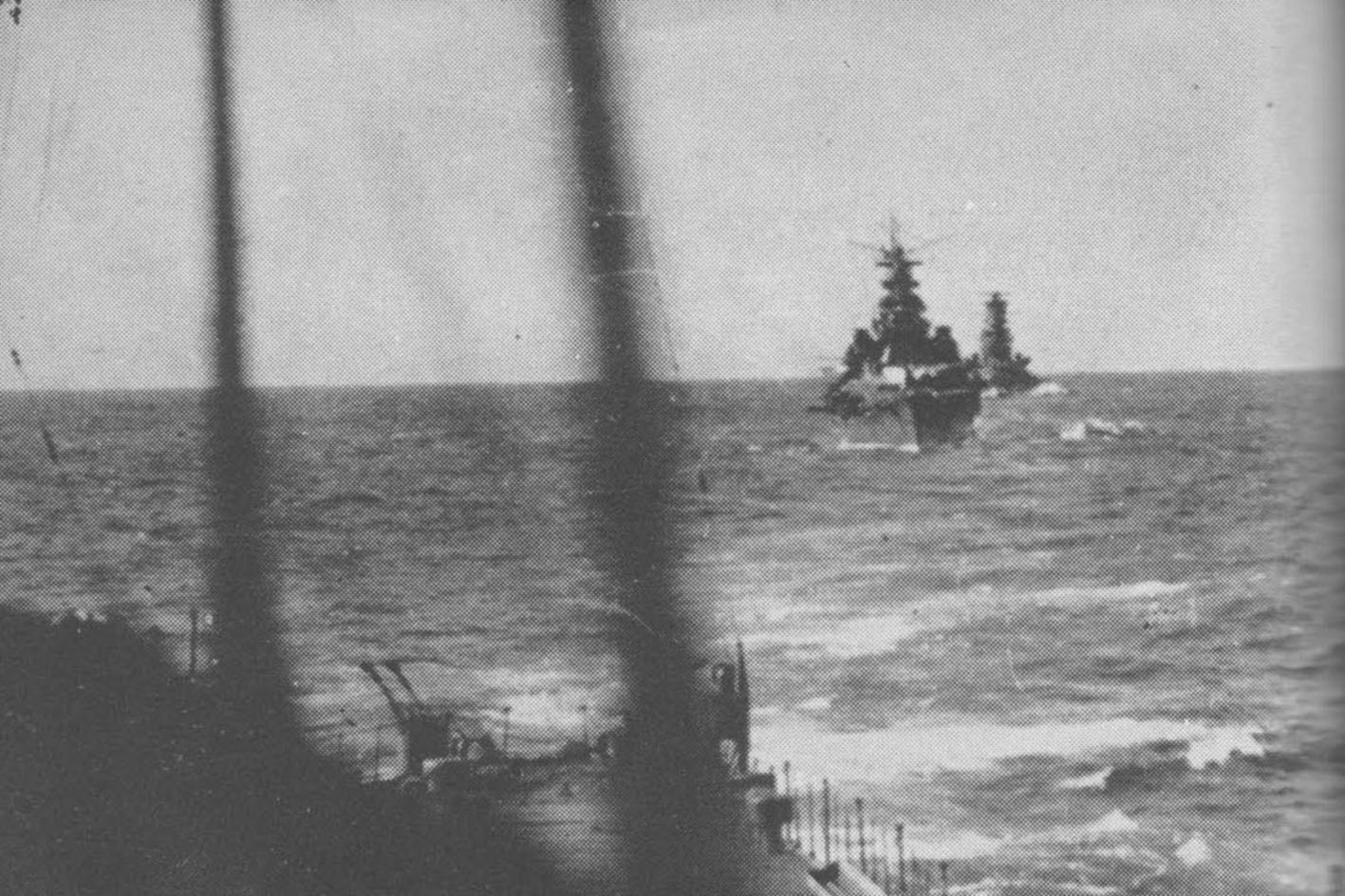
Okręty płynące w celu ostrzelania Guadalcanalu 14 listopada 1942 – w centrum „Takao”, za nim „Kirishima”

14 listopada Japończycy wyruszyli w celu ponownej próby bombardowania lotniska pozostałymi siłami w postaci „Kirishimy” i dwóch ciężkich krążowników osłanianych przez dwa lekkie krążowniki i niszczyciele. „Kirishima” była celem ataku okrętu podwodnego USS Trout (SS-202), lecz torpeda uderzyła pancernik nie wybuchając. W nocy 14/15 listopada doszło do drugiej bitwy pod Guadalcanalem zespołu japońskiego z amerykańskimi pancernikami USS „Washington” i „South Dakota” oraz niszczycielami. Między godziną 23:42 a 0:05 „Kirishima” i towarzyszące jej krążowniki „Atago” i „Takao” zdołały uszkodzić „South Dakotę”, z tego „Kirishima” trafiła go tylko jednym pociskiem 356 mm, który wybuchł na barbecie wieży rufowej nie przebijając jej i 6 pociskami 152 mm oraz być może jednym 127 mm. Jednakże następnie „Kirishima” stała się ofiarą sterowanego precyzyjnym radarem ognia artyleryjskiego z pancernika USS „Washington” i z odległości 7,7 km otrzymała 20 trafień pociskami 406 mm i około 40 kalibru 127 mm, które zamieniły ją w płonący, niesterowny wrak. Wyłączeniu z akcji uległy dwie wieże dział 356 mm, uszkodzono ster, przez co okręt zataczał cyrkulacje w lewo, nadto przez przebicia w rejonie linii wodnej okręt nabierał wody, przechylając się na prawo. Okręt pomimo poważnych uszkodzeń zdołał obrócić wieże głównej artylerii i skierować ogień na „Washingtona”, jednak mimo oddania kilku salw nie uzyskał trafień. Na dodatek zdradził swą pozycję na skutek błysków, które się pojawiały podczas strzelania. Około 3:25 15 listopada „Kirishima” przewróciła się na prawą burtę i zatonęła w rejonie pozycji 9°05′S 159°42′E/-9,083333 159,700000, kilka mil na zachód od wysepki Savo. Większość załogi – 1100 ludzi, łącznie z dowódcą, została uratowana przez niszczyciele „Asagumo” (który przejął też portret Cesarza), „Teruzuki” i „Samidare”, zginęło 212 ludzi. Według niektórych innych publikacji uszkodzony pancernik miał zostać samozatopiony przez załogę.
Okręt skreślono formalnie z listy floty 20 grudnia 1942.
W sierpniu 1992 oceanograf Robert Ballard odnalazł wrak „Kirishimy” na głębokości 1200 m, odwrócony do góry dnem, ze zniszczoną częścią dziobową od wybuchu amunicji (nie można jednak wykluczyć, że to wrak „Hiei”).

## Dane techniczne
Szczegółowe dane i opis konstrukcji w artykule głównym okręty liniowe typu Kongo.
po zbudowaniu:
- wyporność:
  - standardowa: 26 330 t
  - pełna: 28 700 t
- wymiary:
  - długość: 214,9 m
  - szerokość: 28 m
  - zanurzenie: 8,4 m
- napęd: 4 turbiny parowe o mocy łącznej 64 000 KM, 36 kotłów parowych o mieszanym opalaniu, 4 śruby
- prędkość maksymalna: 27,5 w
- zasięg: 8000 mil morskich przy prędkości 14 w
- zapas paliwa: 4230 t (węgiel) i 1000 t (ropa)
- załoga: 1221

po modernizacji w 1937:
- wyporność:
  - standardowa: 31 980 t
  - pełna: 38 200 t
- wymiary:
  - długość całkowita: 222,5 m
  - długość na linii wodnej: 219,5 m
  - szerokość: 29,3 m
  - zanurzenie: 9,7 m
- napęd: 4 turbiny parowe o mocy łącznej 136 000 KM, 8 kotłów parowych Kampon(inne języki), 4 śruby
- prędkość maksymalna: 30,5 w
- zasięg: 10 000 mil morskich przy prędkości 18 w
- zapas paliwa: 6330 t (mazut)
- załoga: 1437

### Uzbrojenie i wyposażenie
po wejściu do służby:
- 8 dział kalibru 356 mm w wieżach dwudziałowych (4xII)
  - długość lufy L/45 (45 kalibrów), donośność maksymalna? m, kąt podniesienia 25°, masa pocisku 635 kg.
- 16 dział 152 mm w kazamatach (16xI)
- 4-8 dział przeciwlotniczych 76,2 mm (nominalnie kaliber 8 cm, dodane ok. 1918)
- 8 podwodnych wyrzutni torpedowych 533 mm

po modernizacji: 1936-1942:
- 8 dział 356 mm w wieżach dwudziałowych (4xII)
  - długość lufy L/45, donośność maksymalna 33 000 m (inne dane: 35 450 m), kąt podniesienia 43°, masa pocisku 622–673,5 kg.
- 14 dział 152 mm w kazamatach (14xI)
- 8 dział uniwersalnych 127 mm (4xII)
- 20 działek przeciwlotniczych 25 mm Typ 96 (10xII)
- 3 wodnosamoloty: 2 Nakajima E8N i 1 Kawanishi E7K, późn. Aichi E13A i Mitsubishi F1M, 1 katapulta

Opancerzenie:
- pas burtowy: 203 – 76 mm
- wewnętrzny pokład pancerny: 120 – 80 mm (po modernizacji)
- wieże i barbety: do 229 mm
- kazamaty: 152 mm
- masa pancerza: 10 732 t (po modernizacji)